# USS John C. Butler (DE-339)
USS John C. Butler (DE-339) là một tàu hộ tống khu trục, là chiếc dẫn đầu của lớp tàu mang tên nó, từng phục vụ cùng Hải quân Hoa Kỳ trong Chiến tranh Thế giới thứ hai. Nó là chiếc tàu chiến duy nhất của Hải quân Hoa Kỳ được đặt cái tên này, theo tên Thiếu úy Hải quân John Clarence Butler (1921–1942), phi công từng phục vụ cùng Liên đội Ném bom VB-3 trên các tàu sân bay Saratoga (CV-3) và Yorktown (CV-5), đã tử trận trong trận Midway vào ngày 4 tháng 6, 1942 và được truy tăng Huân chương Chữ thập Hải quân. Nó đã phục vụ trong Thế chiến II, đặc biệt đã tham gia Trận chiến ngoài khơi Samar, và ngừng hoạt động khi chiến tranh chấm dứt; nó được huy động trở lại để phục vụ như một tàu huấn luyện từ năm 1950 đến năm 1957. Con tàu cuối cùng bị đánh chìm như một mục tiêu vào năm 1971. John C. Butler được tặng thưởng danh hiệu Đơn vị Tuyên dương Tổng thống cùng năm Ngôi sao Chiến trận do thành tích hoạt động trong Thế Chiến II.

## Thiết kế và chế tạo
Lớp John C. Butler được thiết kế nhằm đáp ứng nhu cầu một số lượng lớn nhưng rẻ tiền của một kiểu tàu hộ tống chống tàu ngầm để hộ tống các đoàn tàu vận tải vượt đại dương. Chúng có chiều dài chung 306 foot (93,3 m), mạn tàu rộng 36 foot 10 inch (11,2 m) và mớn nước 13 foot 4 inch (4,1 m), trọng lượng choán nước tiêu chuẩn 1.350 tấn Anh (1.372 t), và lên đến 1.745 tấn Anh (1.773 t) khi đầy tải, với một thủy thủ đoàn bao gồm 14 sĩ quan và 201 thủy thủ. Con tàu được vận hành bởi hai turbine hơi nước hộp số Westinghouse; hơi nước được cung cấp bởi hai nồi hơi "D" Express, tạo ra công suất 12.000 mã lực càng (8.900 kW) và cho phép đạt được tốc độ tối đa 24 hải lý trên giờ (44 km/h; 28 mph). Nó có tầm hoạt động 6.000 hải lý (11.000 km; 6.900 mi) ở tốc độ đường trường 12 hải lý trên giờ (22 km/h; 14 mph).
Dàn vũ khí chính bao gồm hai tháp pháo 5-inch/38 caliber đa dụng nòng đơn, được dẫn đường bởi hệ thống điều khiển hỏa lực Mark 51; vũ khí phòng không gồm hai khẩu đội Bofors 40 mm L/60 nòng đôi và mười khẩu Oerlikon 20 mm nòng đơn cũng được dẫn đường bởi hệ thống Mark 51. Ngoài ba ống phóng ngư lôi 21 inch (533 mm), vũ khí chống ngầm bao gồm hai đường ray thả mìn sâu, tám máy phóng mìn sâu K-gun cùng một dàn súng cối chống ngầm Hedgehog. Con tàu được trang bị sonar kiểu QC, radar dò tìm mặt biển SL và radar dò tìm không trung SA.
John C. Butler được đặt lườn tại xưởng tàu của hãng Consolidated Steel Corporation, Ltd. ở Orange, Texas vào ngày 5 tháng 10, 1943. Nó được hạ thủy vào ngày 12 tháng 11, 1943, được đỡ đầu bởi bà Walter C. Butler, mẹ của Thiếu úy Butler, và nhập biên chế cùng Hải quân Hoa Kỳ vào ngày 31 tháng 3, 1944 dưới quyền chỉ huy của Hạm trưởng, Thiếu tá Hải quân John Edward Pace.

## Lịch sử hoạt động

### Thế Chiến II

#### 1944
Sau khi hoàn tất việc chạy thử máy huấn luyện tại khu vực Bermuda, John C. Butler khởi hành từ Hampton Roads vào ngày 5 tháng 6, 1944 do được điều động sang khu vực Mặt trận Thái Bình Dương. Băng qua kênh đào Panama, nó đi đến Trân Châu Cảng vào ngày 26 tháng 6, tham gia các hoạt động hộ tống vận tải và huấn luyện trong tháng 7, rồi khởi hành vào ngày 9 tháng 8 để hộ tống các tàu vận chuyển tham gia chiến dịch chiếm đóng quần đảo Palau. Sau khi đoàn tàu đi đến Tulagi an toàn, nó hoạt động cùng các tàu sân bay hộ tống đang tiến hành không kích chuẩn bị tại đảo Manus. Morotai và Peleliu, hai hòn đảo cần thiết như là căn cứ tiền phương cần thiết cho chiến dịch tái chiếm Philippines, bị chiếm vào ngày 15 tháng 9, và trong quá trình tấn công chiếc tàu hộ tống khu trục đã tuần tra chống tàu ngầm và phòng không bảo vệ cho các tàu sân bay hỗ trợ.
Quay trở về Manus vào ngày 30 tháng 9, John C. Butler được tiếp liệu và chuẩn bị cho chiến dịch đổ bộ tiếp theo lên Leyte, Philippines. Nó lên đường vào ngày 12 tháng 10 trong thành phần đội tàu sân bay hộ tống dưới quyền Chuẩn đô đốc Ralph A. Ofstie, đơn vị cung cấp sự hỗ trợ trên không cho việc di chuyển của lực lượng tàu vận tải đi đến vịnh Leyte. Sau các cuộc đổ bộ ban đầu, ba đơn vị đặc nhiệm tàu sân bay hộ tống 77.4.1, 77.4.2 và 77.4.3, vốn trở nên nổi danh qua tên theo mã gọi vô tuyến "Taffy 1", "Taffy 2" và "Taffy 3", chiếm lấy vị trí về phía Đông Philippines để hỗ trợ trên không cho trận chiến trên bộ.
Các tàu chiến của Hải quân Đế quốc Nhật Bản đã tiếp cận Philippines trong một nỗ lực cuối cùng nhằm ngăn chặn lực lượng đổ bộ, trong đó các tàu chiến hạng nặng dự định đột phá đến vịnh Leyte từ các hướng Bắc và Nam, trong khi một lực lượng nghi binh bao gồm các tàu sân bay sẽ tìm cách thu hút Đệ Tam hạm đội dưới quyền Đô đốc William F. Halsey lên phía Bắc. Trong hai cuộc đụng độ đầu tiên trong khuôn khổ Trận chiến vịnh Leyte: Trận chiến biển Sibuyan và Trận chiến eo biển Surigao, hạm đội Nhật Bản đã bị thiệt hại đáng kể. Tuy nhiên Lực lượng Trung tâm của Phó đô đốc Kurita Takeo vẫn vượt qua eo biển San Bernardino trong đêm 24-25 tháng 10, và đến bình minh đã bất ngờ tấn công vào Taffy 3 vốn không được bảo vệ, trong đó có John C. Butler.
Trong Trận chiến ngoài khơi Samar diễn ra trong hai giờ tiếp theo, các tàu sân bay hộ tống đã tung ra tất cả máy bay sẵn có để tấn công các thiết giáp hạm và tàu tuần dương hạng nặng Nhật Bản, trong khi và các tàu chị em thả màn khói ngụy trang để che khuất tầm nhìn đối phương. Một cơn mưa giông cũng góp phần che dấu việc rút lui về phía Nam, rồi đến 07 giờ 30 phút các tàu khu trục bắt đầu đợt tấn công bằng ngư lôi nhằm vào những đối thủ khổng lồ. Các tàu khu trục Johnston (DD-557), Hoel (DD-533) và Heermann (DD-532) cùng tàu hộ tống khu trục chị em Samuel B. Roberts (DE-413) áp sát để tấn công các tàu chiến Nhật Bản, buộc chúng phải chạy zig-zag để né tránh trong khi máy bay tiếp tục tấn công. Sau đợt tấn công đầu tiên, John C. Butler tách khỏi các tàu sân bay hộ tống nó bảo vệ để tấn công đối phương với toàn bộ số ngư lôi còn lại, rồi đấu pháo với các tàu tuần dương hạng nặng; nó tiếp tục tấn công và né tránh các phát đạn pháo hạng nặng cho đến khi gần hết đạn, và quay trở lại cùng các tàu sân bay hộ tống đểbảo vệ chúng bằng màn khói ngụy trang.
Chuẩn đô đốc Clifton A. F. Sprague, Tư lệnh Taffy 3, hoàn toàn bất ngờ khi đối phương rút lui lúc 09 giờ 25 phút. Lực lượng Trung tâm Nhật Bản, bị hư hại và lo sợ một cuộc đối đầu toàn diện với các cuộc không kích của Đệ Tam hạm đội, đã đổi hướng để rút lui qua eo biển San Bernardino. Taffy 3, cho dù bị mất một tàu sân bay hộ tống và ba tàu trong thành phần bảo vệ, đã bảo vệ được số lượng lớn các tàu vận tải đang hiện diện trong vịnh Leyte. Tuy nhiên Taffy 3 tiếp tục phải chịu đựng những cuộc tấn công tự sát đầu tiên của máy bay Kamikaze đối phương, đánh chìm thêm một tàu sân bay hộ tống và gây hư hại cho toàn bộ những chiếc còn lại ngoại trừ một. Sau khi cứu vớt những người sống sót từ chiếc St. Lo (CVE-63) bị đánh chìm, John C. Butler hộ tống phần còn lại của Taffy 3 rút lui về Trân Châu Cảng ngang qua đảo Manus.

#### 1945
Quay trở lại Manus vào ngày 17 tháng 12, John C. Butler lại lên đường vào ngày 31 tháng 12, cùng các tàu sân bay hộ tống bảo vệ cho lực lượng đổ bộ tham gia cuộc tấn công lên đảo Luzon. Đang khi băng qua biển Đông, lực lượng chịu đựng nhiều đợt không kích tự sát; vào chiều tối ngày 8 tháng 1, 1945, nó cùng các tàu hộ tống khác đã bắn rơi nhiều chiếc Kamikaze. Sau khi đi đến ngoài khơi vịnh Lingayen, nó hộ tống bảo vệ cho các tàu sân bay tại đây từ ngày 9 đến ngày 17 tháng 1, rồi rút lui về Ulithi vào ngày 23 tháng 1 để chuẩn bị cho chiến dịch đổ bộ tiếp theo lên Iwo Jima. 
Sau khi tham gia diễn tập tổng dượt tại khu vực quần đảo Mariana, John C. Butler cùng một đội tàu sân bay hộ tống đi đến ngoài khơi Iwo Jima vào ngày 19 tháng 2. Nó phải chống trả một đợt không kích quy mô lớn vào ngày 21 tháng 2, và tiếp tục hoạt động tại vùng chiến sự cho đến ngày 9 tháng 3, khi nó quay trở về Ulithi để nghỉ ngơi và tiếp liệu, đồng thời chuẩn bị cho cuộc đổ bộ tiếp theo lên Okinawa. 
Khởi hành vào ngày 26 tháng 3, John C. Butler hộ tống các tàu vận chuyển đi sang chiến trường, và sau cuộc đổ bộ ban đầu vào ngày 1 tháng 4, nó tiếp tục bảo vệ cho các tàu sân bay hộ tống làm nhiệm vụ hỗ trợ cho lực lượng trên bộ. Nó đã hộ tống các tàu sân bay di chuyển sang Kerama Retto, tìm kiếm và giải cứu những phi công bị bắn rơi, cũng như vận chuyển nhân sự và thiết bị. Được điều sang vai trò cột mốc radar canh phòng đầy nguy hiểm ở phía Bắc Ie Shima, vào ngày 20 tháng 5, nó bị sáu chiếc Kamikaze tấn công trước bình minh; hỏa lực phòng không của con tàu đã bắn rơi năm kẻ tấn công, trong khi nó chỉ bị hư hại cột ăn-ten radar. Nó lên đường quay trở về Philippines để sửa chữa vào ngày 27 tháng 5.
Sau khi hộ tống một đoàn tàu vận tải đi sang Okinawa vào ngày 4 tháng 7, John C. Butler làm nhiệm vụ hộ tống các đoàn tàu đi lại giữa hòn đảo này và các căn cứ tiền phương, cho đến khi Nhật Bản chấp nhận đầu hàng vào ngày 15 tháng 8, giúp chấm dứt vĩnh viễn cuộc xung đột. Con tàu quay trở về San Pedro, Los Angeles vào ngày 23 tháng 11. Nó được cho xuất biên chế vào ngày 26 tháng 6, 1946,
và được đưa về Hạm đội Dự bị Thái Bình Dương, neo đậu tại San Diego, California.

### Chiến tranh Lạnh
Sau khi cuộc Chiến tranh Triều Tiên bùng nổ vào tháng 6, 1950, John C. Butler được cho tái biên chế trở lại vào ngày 27 tháng 12, 1950.  Sau khi hoàn tất việc chạy thử máy, nó được điều về Quân khu Hải quân 11 để phục vụ như tàu huấn luyện cho nhân sự thuộc Hải quân Dự bị Hoa Kỳ. Nó thực hiện những chuyến đi thực tập huấn luyện ngắn vào dịp cuối tuần và những chuyến đi huấn luyện kéo dài hai tuần trong mùa Hè, đồng thời tham gia vào hoạt động huấn luyện của Trường Sonar Hạm đội tại San Diego.
John C. Butler được cho xuất biên chế lần sau cùng vào ngày 18 tháng 12, 1957, và quay trở lại thành phần dự bị tại San Diego. Tên nó được cho rút khỏi danh sách Đăng bạ Hải quân vào ngày 1 tháng 6, 1970 và con tàu bị đánh chìm như một mục tiêu ngoài khơi California vào tháng 12, 1971. 

## Phần thưởng
Ngoài danh hiệu Đơn vị Tuyên dương Tổng thống do hoạt động dũng cảm trong Trận chiến ngoài khơi Samar, John C. Butler còn được tặng thưởng thêm năm Ngôi sao Chiến trận do thành tích phục vụ trong Thế Chiến II.
|  |             |  |
|  | Silver star |  |
|  |             |  |

| Dãi băng Hoạt động Tác chiến (truy tặng) | Đơn vị Tuyên Dương Tổng thống                                           | Đơn vị Tuyên Dương Hải quân          |
| Huân chương Chiến dịch Hoa Kỳ            | Huân chương Chiến dịch Châu Á-Thái Bình Dương với 5 Ngôi sao Chiến trận | Huân chương Chiến thắng Thế Chiến II |
| Huân chương Phục vụ Phòng vệ Quốc gia    | Đơn vị Tuyên dương Tổng thống Philippine (truy tặng)                    | Huân chương Giải phóng Philippine    |